# 105675 Kamiukena
105675 Kamiukena este un asteroid din centura principală de asteroizi.

## Descriere
105675 Kamiukena este un asteroid din centura principală de asteroizi. A fost descoperit pe 26 septembrie 2000 la Kuma Kogen de Akimasa Nakamura. Asteroidul prezintă o orbită caracterizată de o semiaxă mare de 2,86 ua, o excentricitate de 0,05 și o înclinație de 2,0° în raport cu ecliptica.